# Prospect (Luizjana)
Prospect – jednostka osadnicza w Stanach Zjednoczonych, w stanie Luizjana, w parafii Grant.